# Gogglebox. Przed telewizorem
Gogglebox. Przed telewizorem (conosciuto anche semplicemente come Gogglebox) è un programma televisivo polacco d'intrattenimento tratto dall'omonimo programma di origine britannica di Channel 4, trasmesso su TTV

## Format
Il programma presenta famiglie, gruppi di amici e colleghi, che riuniti sul divano della propria abitazione reagiscono ai programmi televisivi visti in quel momento.

## Edizioni
| Edizione | Inizio            | Fine             | Puntate | Share |
| -------- | ----------------- | ---------------- | ------- | ----- |
| 1ª       | 6 settembre 2014  | 26 dicembre 2015 | 13      |       |
| 2ª       | 7 marzo 2015      | 23 maggio 2015   | 12      |       |
| 3ª       | 14 settembre 2015 | 30 novembre 2015 | 12      |       |
| 4ª       | 29 febbraio 2016  | 30 maggio 2016   | 14      |       |
| 5ª       | 5 settembre 2016  | 2 gennaio 2017   | 16      |       |
| 6ª       | 6 marzo 2017      | 5 giugno 2017    | 14      |       |
| 7ª       | 11 settembre 2017 | 24 dicembre 2017 | 13      |       |
| 8ª       | 5 marzo 2018      | 21 maggio 2018   | 12      |       |
| 9ª       | 10 settembre 2018 | 2018             | 15      |       |
| 10       | 22 februari 2019  | ?                |         |       |